# Antroponimia
La antroponimia (del griego ático ἄνθρωπος [ánthrōpos] ‘ser humano’, ‘persona’ y del dórico y eólico ὄνυμα [ónyma] ‘nombre’ más el sufijo -ια [-ia] ‘cualidad’, ‘relación’) u onomástica antropológica es la rama de la onomástica que estudia el origen y significado de los nombres propios de personas, incluidos los apellidos. Por su parte, el término onomástica proviene del griego clásico ὀνομαστική (onomastikḗ) y se traduciría como ‘el arte de nombrar’.  

## Introducción
El ser humano (y algunos animales, como los delfines) siente la necesidad de identificarse con un elemento designador concreto: un antropónimo o nombre propio. Este hecho parece universal a casi todas las culturas humanas, aunque se registran algunas donde entre los miembros familiares no se usan nombres propios sino nombres comunes de parentesco como hijo / -a, padre / madre, etc.

### Estructura de los antropónimos
En las sociedades preestatales el antropónimo está formado por un único nombre propio, muchas veces con algún significado descriptivo o simbólico. En las sociedades sedentarias, con jerarquización y gran número de individuos con frecuencia el antropónimo de las personas consta de al menos un nombre de pila, propio del individuo y algún tipo de nombre familiar. Así el nombre familiar puede servir para que los descendientes de miembros influyentes de la sociedad conserven el prestigio o poder de la familia a través del uso del nombre. O bien como sucede en muchas sociedades modernas, la combinación de un nombre de pila y un nombre familiar resuelve el problema de la existencia de un número de antropónimos limitado, y evita la confusión de que dos individuos tengan el mismo antropónimo.

### Origen de los antropónimos
Aunque la inmensa mayoría de los antropónimos derivan históricamente de nombres comunes, en muchas sociedades el significado original del antropónimo ha dejado de ser transparente y es desconocido. Así, en la mayoría de las sociedades occidentales, el nombre es solo una designación que no tiene ningún significado particular y cuyo origen histórico solo se conoce mediante el estudio etimológico. Por otra parte, en muchas de las sociedades conocidas, la mayoría de los antropónimos tienen origen en un nombre o un significado reconocible, ya que en esas sociedades la posesión de cierto nombre se da por razones simbólicas importantes para el grupo.

### Lingüística histórica
La etimología onomástica o estudio del origen histórico de los nombres de persona frecuentemente es de interés en los estudios de cambios sociales, migraciones e interacción entre sociedades diferentes. Así, la presencia de ciertos antropónimos originarios de la lengua A entre los hablantes de la lengua B, puede indicar tanto la incorporación de personas de un grupo lingüístico en otro, como la influencia de un grupo cultural sobre otro. Por ejemplo, en español la presencia de nombres hebreos se debe a la influencia de la religión judeocristiana en los hablantes de latín que dieron origen al español. Por otra parte la presencia de nombres germanos en español se debió originalmente a la incorporación de personas de origen visigótico a las poblaciones hispanorromanas de la península ibérica. En otras ocasiones, cuando los antropónimos incorporados a una lengua procedente de otra son pocos o aislados, puede deberse a una moda cultural o a factores históricos más o menos accidentales.

## Antroponimia occidental
Según el primer libro de la Biblia, el Génesis, el nombre del primer ser humano es Adán, que significa: Hombre Terrestre; Humanidad. Proviene de una raíz hebrea que significa: “rojo”. La costumbre en esta cultura era llamar al recién nacido con lo que decía el padre cuando lo veía por primera vez.
Los romanos (véase nombre romano) componían su designación con cinco elementos en este orden: praenomen, nomen gentile o gentilicium (nombre de la gens o clan: familias unidas por un solo antepasado), patronímico (en genitivo seguido de filius), indicación de tribu y cognomen (mote o sobrenombre, por lo general asociado a alguna marca física: Cicero, "verruga"; Cesar, "peludo"; Tacitus, "mudo"; Flaccus, "flojo"). Se solía abreviar omitiendo el patronímico en solo tres praenomen, nomen, cognomen: Marco Tulio Cicerón, Cayo Julio César. Si era celebrado por alguna hazaña militar, se le agregaba el agnomen: Publio Cornelio Escipión el Africano; Publio Cornelio Escipión el Numantino. Contaban con tan pocos praenomina o nombres propios de pila (dieciocho, muchos de ellos exclusivos de un clan) que cuando se les acababan daban a sus hijos nombres de números: Quintus, Sextus, Septimius, Octavius, Nonius, Decius, etcétera, algo propio de un espíritu práctico como el que se les atribuye. Salvo en esto, la onomástica latina y la griega es más o menos la misma, salvo que en Grecia abundan los nombres compuestos y se acostumbra una mayor flexibilidad: desde la época micénica y hasta la helenística, solo son obligatorios el nombre y el patronímico, expresado por medio de un adjetivo (así, en micénico, en Homero y en los dialectos eolios) o del genitivo del nombre del padre. Los nombres míticos, de antiguos héroes o celebridades, se reservaban a los esclavos o a las clases humildes.
El cristianismo extendió la costumbre de usar nombres hebreos bíblicos, litúrgicos y de virtudes morales, y de utilizar una ceremonia específica para imponer los mismos, denominada bautismo; los pueblos celtas y germánicos por el contrario señalaron en sus nombres las virtudes relacionadas con el mérito guerrero y extendieron este tipo de nombres por Europa durante las invasiones bárbaras del siglo V.
El Concilio de Trento (siglo XVI) consagró la costumbre de adoptar nombres de santos de la Iglesia católica, con lo que se redujo mucho la riqueza en el surtido de los nombres y se extinguieron muchos que eran muy antiguos en español (Lope, Aldonza, Nuño, Munia, Elo, Garci, Galindo, Godina, Tello, Fortún y su variante Ordoño, Yago, Sancho, Suero, Munio, Gutierre, Oneca, Toda, Ava, Constanza, Mafalda, Mendo, Mengo, Moriel, Cardiel, Elfa, Brianda, Violante, Mencía, Urraca, Lambra, Fadrique, Amicia y otros muchos más). Se hicieron entonces comunes los nombres de advocaciones regionales de la Virgen María: Pilar, Rocío, Montserrat, Macarena, Candelaria, Begoña, Guadalupe, Loreto, Almudena, Aránzazu, Covadonga, Fuencisla, Blanca, África, Nieves, Prado... y de dogmas, sacramentos y estampas religiosas: Inmaculada, Concepción, Rosario, Ascensión, Dolores, Esperanza, Encarnación, Consuelo, Ángeles, Mercedes, Virtudes, Gloria, Pastora, Remedios, Socorro... También se extendieron nombres griegos, a veces deformados hasta lo irreconocible (Ñuflo, que proviene del griego Onófre / Ὀνούφριος, del egipcio Wnn-nfr, que significa «el que es continuamente bueno"). Hasta el Concilio de Trento también utilizaban las gentes del Medioevo castellano aplicaciones onomásticas diversas de carácter elogioso, como Lozano, Valiente, o de carácter afectivo como Tierno, Bello, Bueno, etc.; y fórmulas natalicias de buen augurio, como Buendía, Alegre, y alusivas a consagraciones a Dios o a hechos y fiestas de la liturgia católica, como Domingo, Diosdado, De Jesús, De Dios, que auspiciaban un deseo de que el hijo fuera ordenado secular o regular. Hasta fecha reciente eran raros, pero no extraños, nombres femeninos aplicados a varones si tenían matiz religioso. El antisemitismo de los cristianos desacreditó también nombres que poseían connotaciones hebraicas reconocibles, como Efrén (Ephraim) o Jacob. Perduraron sin embargo apellidos que denotaban ilegitimidad o bastardía: Expósito (del latín exposĭtus, "abandonado"), Tirado, Diosdado etc... Los anónimos niños abandonados eran un problema para los registradores civiles. Algunos de estos niños llevan el nombre de la ciudad donde fueron encontrados (apellido toponímico). Debido a que la mayoría fueron criados en orfanatos de iglesias, a algunos también se les dieron los apellidos Iglesia o Iglesias y Cruz. Blanco ("en blanco", en lugar de "blanco") era otra opción. Un primer apellido toponímico podría haber sido seguido por Iglesia-s o Cruz como segundo apellido. Desde 1921 la ley española permitió olvidar la infamia del apellido Expósito cambiando legalmente el apellido. En lengua catalana, el apellido Deulofeu ("Dios lo hizo") se daba a menudo a estos niños. Y en Aragón los niños abandonados recibirían el apellido Gracia o de Gracia, porque se pensaba que sobrevivían por la gracia de Dios. Pero estos apellidos suponían un baldón para los que los tenían; algún arzobispo piadoso, como el ilustrado Francisco Antonio Lorenzana, lo combatió dando su apellido a los expósitos en su archidiócesis.
En el ámbito hispánico, a causa de la inexistencia del concepto de nombre oficial, el orden de los apellidos fue fundamentalmente caótico hasta el siglo XIX, en que se desarrolló la ley del Registro Civil y se estatuyó tener dos apellidos, el del padre primero y el de la madre después, y que no se perdiera al casarse el de soltera de la mujer (salvo algunas excepciones en Cataluña) la cual, sin embargo, podía añadir al casarse el del marido con la preposición "de"). Sin embargo, desde 1999, en España, los padres pueden cambiar el orden de los apellidos si así lo desean.
Las denominaciones de esclavos en el mundo hispánico solían seguir este orden: 1.º nombre de pila (español, de origen cristiano), 2.º apellido (español o indígena, o derivaciones de formas africanas), 3.º raza: negro o prieto / mulato / zambo / pardo / cuarterón de mulato / cuarterón de zambo / sacalagua / moreno(a) / mestizo(a), 4.º circunstancia de nacimiento: criollo (esto es, nacido esclavo) / bozal (traído de África recientemente), 5.º casta o etnia: angola / mandinga / carabalí / lucumí / cocolí / folupo, 6.º gentilicio: terranovo(a), limeño, panameño, chiclayano, 7.º lugar de procedencia: Biafra, Congo, Lima, Chiclayo, Ica, etc. 8.º hacienda o lugar de trabajo: (de la) Hacienda San José, Hacienda San Nicolás, etc. 9.º oficio: panadero, chacarero, herrero, albañil, zapatero, 10.º condición esclavo / libre y 11.º amo (o propietario): de Don X / de Doña Z / del Capitán X / de su Merced Z / del Licenciado Don Y. Estas denominaciones eran flexibles y las más de las veces ofrecían una versión resumida: nombre cristiano + gentilicio de procedencia africana + nombre de familia castellano otorgado por los propietarios mediante padrinazgo o bautismo + adjetivos de cualidades y defectos físicos o morales + procedencia dentro del territorio americano. En cuanto a los esclavos africanos de Estados Unidos, el tabú religioso hizo que su nombre de pila fuera comúnmente el de un dios pagano o de la mitología: Venus, Júpiter, Saturno... El apellido era, sin embargo, el del amo o dueño del esclavo, aunque muchos, al ser liberados tras la guerra de Secesión, se lo cambiaron a Freeman, "hombre libre".
Hasta la Edad Media se usaban únicamente los nombres de pila. Para diferenciar a dos personas con el mismo nombre se añadía una indicación relativa al lugar en que la persona vivía, al trabajo que realizaba, o a cualquier otro rasgo característico. Así, a dos personas con el nombre Juan, se les distinguía, por ejemplo, llamando a uno Juan, el molinero y a otro Juan, el de la fuente. Cuando se instituyeron los apellidos esta costumbre se mantuvo, motivo por el cual existen todavía en la actualidad apellidos como Molinero o Lafuente. Estas costumbres eran útiles también para esconder apellidos poco prestigiosos o de origen judaico o morisco.
En español son muy frecuentes los apellidos terminados en -ez, como González, Martínez o Sánchez. Estas terminaciones indican que un antepasado tenía como nombre de pila, en este ejemplo, Gonzalo, Martín o Sancho, y que a sus hijos se les denominaba antiguamente Juan, hijo de Gonzalo; Juan, hijo de Martín o Juan, hijo de Sancho, respectivamente. Estos nombres son conocidos como patronímicos. En otras lenguas ocurre lo mismo:
- Los prefijos Mac- o Mc- escoceses significan "hijo", por ejemplo, "MacPherson" es hijo de Pherson.
- En lenguas semíticas tenemos, en hebreo la palabra ben 'hijo' (Ben Gurión, Ben Yehuda), análogamente la forma equivalente en árabe ibn 'hijo' (Ibn Jaldún, Ibn Zaydun, Ibn Hayyan), y la forma aramea bar (Bar Kokhba).
- En las lenguas germánicas son frecuentes las terminaciones -sohn (alemán), -son (inglés, noruego, sueco) y -sen (danés): "Petersen" es hijo de Peter (Pedro), "Mendelssohn" es hijo de Mendel y "Gustafson" es hijo de Gustaf. En islandés se ha conservado la forma -dóttir 'hija', común en la era vikinga (Olofsdotter).
- En las lenguas eslavas se tienen las terminaciones -(o)vich o -vic que indican también filiación.
- En griego moderno existen las terminaciones -poulos (-πουλος), -akis (-άκης) y -adis (-άδης), entre otras; en griego antiguo la más extendida era -idēs (-ίδης), hispanizado como -ida.
- En georgiano se tiene -shvili o -adze, en ambos casos 'hijo/a'.
- En idioma armenio se tiene -ian o -yan, "Krikorian" es hijo de Krikor (Gregorio).

### Estructura general de los antropónimos
El nombre de una persona (antropónimo) consta de un nombre de pila y de uno o varios apellidos, según las costumbres de cada idioma y país. El nombre de pila lo dan los padres a los hijos cuando nacen o en el bautizo (pueden ser diferentes, ya que el primero cuenta a efectos civiles y el segundo a efectos religiosos). De ahí la expresión "de pila", que procede de "pila bautismal". En cambio, el apellido o nombre familiar, comúnmente el del padre o el del padre y el de la madre (aunque en algunos países se puede invertir el orden, o cuando se contrae matrimonio cambiar uno por el del cónyuge o adoptar en exclusiva el del cónyuge), pasa de una generación a otra. La palabra apellido procede del latín y tiene el mismo origen que "apelación", es decir, "acto de llamar".
En la actualidad, en España, el nombre propio de los hijos es uno de los datos que se proporcionan al Registro civil en el momento de la inscripción del nacimiento y puede cambiarse por motivos justificados ante un juez.
En Rusia, el antropónimo de una persona, además del nombre y apellido, consta de un patrónimo derivado del nombre de pila del padre que se indica en medio de ambos como, por ejemplo, Lev Nikoláievich Tolstói (Lev, hijo de Nikolái Tolstói).
En el ámbito anglosajón es frecuente el uso de un segundo nombre o nombre medio (middle name), cuyo origen se puede adecuar con la costumbre de poner como segundo nombre el apellido de la madre para que este no se perdiese del todo, dada la costumbre de que las esposas adoptasen el apellido de su marido, perdiendo el suyo de nacimiento. Así, por ejemplo, Mary Wollstonecraft Godwin era hija de William Godwin y Mary Wollstonecraft; o John Fitzgerald Kennedy, hijo de Joseph P. Kennedy y Rose Fitzgerald. Es por ello que los anglosajones utilizan como nombres de pila antropónimos que originalmente eran apellidos, no solo ingleses, sino de otras nacionalidades, como en el caso de Mirabeau Buonaparte Lamar o Simon Bolivar Buckner.

## Antropónimos del español
Los antropónimos del español tienen principalmente seis orígenes:
- Antropónimos romanos, que representan el estadio más antiguo y han sido conservados en la lengua y habiendo sufrido en general el mismo tipo de cambios fonéticos que las palabras patrimoniales del español.
- Antropónimos hebreos y arameos, que empezaron a introducirse especialmente a partir de los siglos II y III cuando el número de personas de religión cristiana en la península ibérica empezó a ser apreciable.
- Antropónimos griegos, que básicamente llegaron con el cristianismo. Dado que muchos de los primeros cristianos procedían de la parte oriental del imperio romano, donde el griego era la lengua usual, los siguientes cristianos siguieron empleando nombres griegos; además los personajes bíblicos y los santos contribuyeron a popularizarlos aún más.
- Antropónimos germánicos, ligados a la entrada en la península de los suevos y visigodos que, rápidamente, constituyeron la clase dominante. Originalmente estos antropónimos se dieron solo en la nobleza germánica, pero gradualmente fueron siendo adoptados por las personas de ascendencia hispanorromana, debido al prestigio que comportaban.

- Antropónimos árabes, presentes a partir de la invasión árabe. Por prejuicio religioso al uso de nombres musulmanes, los nombre de pila de origen árabe son muy escasos, y se han introducido de manera indirecta: Fátima, Almudena o Azucena por ser nombres de advocaciones de la Virgen María, y Obdulia por ser el nombre de una santa mártir; es mucho mayor el número de apellidos: Cid, Padilla, Medina etc. Posteriormente, con la llegado de la inmigración árabe a países hispanos, se ha vuelto bastante corriente el uso de nombres como Omar, entre otros.

- Antropónimos prerromanos. Quedan muy pocos que tengan hoy uso: Indalecio es el caso más ejemplar. Del ibérico se han perdido nombres como Baesadin (Tito Livio XXXIII 44, 4), Bilistage (T. Liv. XXXIV, 11, 29), Cerdubelus (T. Liv. XXVIII 20, 11), Corribilon (T. Liv. XXXV 22, 5), Edesco (T. Liv. XXVII 17, 1), Edeco (Polibio X 34, 2), Indibilis (Valerio Máximo IV 3, 1) y Astolpas (Diodoro XXXIII 7, 4). De inscripciones en alfabeto griego se tienen además antropónimos ibéricos como Basped, Basigerros, Elerbas, Golobiur, Sedegon, Nabarbas, Nalbeadin...[13]

### Antropónimos romanos
Los antropónimos románicos del español y el resto de lenguas románicas derivan tanto de praenomina (nombres de pila) como de nomina (nombres familiares) latinos. Entre estos segundos abundan los nombre derivados, que vemos en las terminaciones en -io (Antonio, Julio, Emilio...), -ino / -ano (Saturnino, Julián/Juliano, Emiliano, ...). Ya para los romanos, muchos de estos antropónimos carecían de un significado transparente -por provenir de otras lenguas, como el etrusco-, por lo que el nombre de pila de una persona ya resultaba raramente comprensible a finales del imperio, y su imposición a un niño tenía que ver más con la tradición familiar o con los nombres locales más abundantes.

### Antropónimos hebreos y arameos
Como ejemplos baste recordar el nombre de algunos héroes bíblicos: Noé (Noah), Isaac (Yiṣḥaq), Sara, Moisés (Moshe), Josué (Yehoshúa), Isaías (Yesha'yah), etc.
Algunos nombres bíblicos cristianos son de origen arameo, ya que en el siglo I d. C., el hebreo ya no era la lengua coloquial en Judea. Entre los nombres típicamente arameos están sobre todo Tomás y Marta.

### Antropónimos germánicos
En la antroponimia española, una extensa cantidad de nombres son de clara adscripción germánica, a través de la influencia gótica; entre ellos están Ramiro, Bermudo, Galindo, Rodrigo... Estos tienen la estructura "adjetivo + nombre" o bien "adjetivo + adjetivo", siendo las dos raíces formantes de origen germánico oriental, es decir, visigótico. Algunos ejemplos de esta onomástica son:
Gótico athal 'noble' + funs 'preparado' = Ildefonso > Alfonso
Gótico frithu 'alianza, paz' + nanth 'atrevido' > Fredenandus > Fernando
Gótico hroths 'fama' + sinths 'dirección' = Rudesindus > Rosendo
Gótico athal 'noble' + wêrs 'fiel' = Adalvira > Elvira
Gótico gunthis 'lucha' + alv 'espíritu' = Gundisalv > Gundisalvus > Gonsalvo > Gonzalo

## Antroponimia precolombina
Los indígenas precolombinos tenían en general nombres de significado transparente, para los hablantes, a diferencia de lo que sucede con la mayoría de nombres de las culturas europeas modernas.
En América del Sur encontramos:
Bachué madre de la humanidad, según los Chibchas.
Boupé, primitivo jefe de los Tairas, indios del Vaupés.
Bulira, princesa de los Panches.
Buynaima, hombre de agua, según los Murui Muinames.
Gerafaicoño, 'mujer de los sapos', según los Witotos)
Guarapurú, jefe guajiro.
Ibsnaca, princesa pijao.
Iruya, princesa del Gran Caquetá.
Já, primer humano según los Yaguas. Já significa 'agua'.
Kimaku, el primer hombre según los Koguis)
Teuso o Tenso, guerrero del Gran caquetá.
En Perú, encontramos algunos nombres en quechua como:
Asiri Sonriente.
Illari Amanecer.
Khuyaq Amorosa.
Killa Luna.
Kusi Alegre.
Killa Luna.
Misk´i Dulce como la miel.
Nina Fuego.
Ñust´a Princesa.
Pachacusi La que alegra el mundo con su presencia.
Phuyu Nube.
Qhispi Libertad.
Quri Dorada.
Quyllur Estrella.
Saya La que siempre se mantiene en pie.
Suyana Esperanza.
Urpi Paloma.
Wayta Flor.
Willka Sagrada.
Amaru Serpiente mítica.
Anka Águila.
Apumayta ¿Dónde estás señor?
Apu Jefe.
Atiq Vencedor.
Atuq Astuto como el zorro.
Huyhua Hijo predilecto.
Illapa Rayo.
Inka Rey.
Inti Sol.
Intiawki Príncipe sol.
Kuntur Cóndor.
Qhari Fuerte y valeroso.
Rimaq Hablador.
Sinchi Caudillo.
Sunqu Corazón.
Takiri El que crea música y danza.
Tinkupuma El que lucha como puma.
Wallpa Gallo.
Waman Halcón.
Wayra Viento.
Yawar Sangre.
Entre los antiguos mexicanos encontramos nombres como:
Cuāuhtemōc 'águila que desciende'
Motēuczōma 'nuestro señor enojado'
Cuitlāhuac '[el que] fue puesto al cargo'
Xicoténcatl 'boca de jicote'
Popoca 'Humear'
Tonatiuh 'Sol'
Los mayas aportaron otros, los cuales son:
"Chan" Pequeño
"Pech" Garrapata
"Canul" Protector
"Dzul" Caballero
"Poot" Cresta
"Chi" Boca
"Ku" Nido
"Caamal" Dos veces
" Uc" Piojo
Entre los pueblos norteamericanos de las praderas, como los sioux, encontramos:
Thathanka Iyothanka ('Toro sentado')
Hehaka Sapa ('Alce negro')
Itonagaju ('Lluvia en la cara')

## Terminología de la antroponimia
- Agónimo o nombre poético: el que se dan idealizadamente los personajes de una obra narrativa. Don Quijote, Dulcinea...[15]
- Anemónimo o eoliónimo: nombre de vientos específicos: ábrego, cierzo, tramontana, siroco, simún, noto, mistral, aquilón, céfiro, descuernacabras...
- Anónimo: que no tiene nombre, o cuyo nombre se ignora. En este último caso se suple a veces con la sigla N., que corresponde al latín Nemo o nadie.
- Antonomasia: uso de un nombre propio como nombre común: "lazarillo, celestina, quijote, donjuán". Puede utilizarse con el artículo "un": "un judas", un nerón", "un stalin"
- Antropónimo es cualquier nombre propio de persona, uno de los tipos de biónimo.
- Apellido: nombre que sigue al autónimo o nombre de pila.
- Apodo: véase "mote".
- Aptónimo: es un patrónimo que posee un significado ligado a la persona que lo porta, el más corriente es la relación con su oficio o sus ocupaciones.
- Asterónimo: nombre específico de estrellas o constelaciones.
- Autónimo: nombre de pila o primer nombre, que precede a los apellidos.
- Cognomen: lo que la antigüedad romana correspondería a un sobrenombre de familia.
- Criptónimo: nombre falso bajo el cual se oculta el verdadero.
- Cronónimo: nombre específico -o descripción definida- de acontecimientos asociados a la dimensión temporal de tipo militar, político, social, religioso, estético, festivo: La Reconquista, la Pepa, la Gloriosa, la Reforma, la Contrarreforma, el Renacimiento, Navidad.
- Denominación Común Internacional: nombre o denominación única y universal de un medicamento genérico distinto a sus nombres comerciales.
- Doxónimo: nombre específico (o descripción definida) de grupos de opinión: "los Católicos, los Estoicos, los Comunistas, los Neos"
- Endónimo: es el nombre con el que los habitantes de un territorio se refieren, en su lengua autóctona, a una persona (o a un topónimo) considerada propia; por ejemplo, Juana de Arco es denominada, en su original francés, "Jeanne d'Arc". Es lo contrario del exónimo.
- Epónimo: adjetivo que indica que un nombre famoso ha dado su denominación a un pueblo, tribu, ciudad, periodo o época. Por ejemplo, Alejandro el Grande es epónimo de la ciudad de Alejandría. Existen falsos epónimos debidos a etimología popular, como pretender que Roma provenga del nombre de su primer rey Rómulo (probablemente fue al revés), o que Lisboa deba su nombre al héroe Ulises.
- Ergónimo: véase marca.
- Escopónimo: aquel antropónimo diferente del nombre de pila de la misma que siempre posee una o varias funciones que vienen a añadirse a su función designativa intrínseca.
- Etnofaulismo: nombre despectivo que se da a los naturales de un pueblo, ciudad, región o país distinto, verbigracia, gabacho en vez de francés.
- Etnónimo: nombre de un pueblo o etnia.
- Exónimo: es el nombre de persona (también se aplica a topónimos) adaptado a la fonética e idiosincrasia de otra lengua, y con el que es conocido fuera de su idioma o ámbito lingüístico. Por ejemplo, el famoso sultán egipcio "Salahuddin" es hispanizado como Saladino, o la reina "Elizabeth II" como "Isabel II". Es lo contrario del endónimo.
- Fitónimo (del griego clásico φυτόν [phytón], ‘planta’, ‘vegetal’): denominación de una planta.  Suele ser muy diversa de unos a otros lugares. Ejemplos de nombres propios que son fitónimos: Rosa, Violeta, Susana (del hebreo, significa "lirio"), Azucena (con el mismo significado que el anterior, pero venido desde el árabe), Aránzazu (del vasco arantz = "espino").
- Gentilicio: nombre de un clan entre los romanos y, en general, nombre de los habitantes de un lugar; en este último caso también se lo denomina demónimo; ejemplos de nombres originados en gentilicios: Romano, Cayetano, Francisco.
- Glotónimo o glosónimo: nombre de una lengua o idioma.
- Hagiónimo: nombre de un santo.
- Heterónimo: pseudónimo que no sólo se utiliza para evadir el nombre propio, sino al que se le da una personalidad e incluso una trayectoria biográfica. Por ejemplo, los heterónimos de Fernando Pessoa o los "Complementarios" de Antonio Machado. A la persona que se inventa esos heterónimos se le denomina "ortónimo".
- Hipocorístico: deformación afectiva de un antropónimo, propia de un ámbito familiar o de amistad: "Chema" (de José María o de José Manuel), "Paco" (de Francisco), "Manolo" (de Manuel), "Tolín", "Pepa" (de Josefa)...
- Homónimo: la persona que tiene el mismo nombre que otra.
- Ludónimo, deformación despectiva de un nombre propio: "Hijo de la gran Putaña", o tipónimo, nombre proverbial o progenérico: el otorgado a estereotipos sin existencia real: "Como Pedro por sus casa", "Muera Marta, muera harta".
- Marca: ergónimo o nombre comercial de un producto, por lo general elegido por criterios de mercadotecnia (marketing)
- Matrónimo: nombre de una familia transmitido por la madre
- Monónimo: nombre único que identifica generalmente a una persona, como Voltaire o Colette
- Mote, alias, apodo o alcuño: sobrenombre por lo general peyorativo o despectivo que se da a una persona. Se utiliza alias sobre todo cuando es la denominación que utiliza un delincuente ("nombre de guerra") para evadir su identificación por la justicia.
- Necrónimo: denominación con la que se evita utilizar el nombre de un fallecido.
- Nombre artístico: nombre que los artistas suelen adoptar para ser mejor recordados y reconocidos, porque les resulte más sonoro que el propio.
- Nombre comercial: denominación distintiva de un producto o un establecimiento. Con frecuencia se lo denomina marca.
- Nombre de guerra: denominación utilizada para desarrollar alguna actividad o trabajo por lo general considerado ilícito o clandestino, para protegerse de posibles represalias. Por ejemplo, los nombres falsos que utilizan los espías, las meretrices, los terroristas, o los guerrilleros: "Subcomandante Marcos", o "Abu Ammar" como nombre adoptado por Yasir Arafat; se cree que nombres de caudillos guerreros de la antigüedad pudieran haber sido nombres de guerra adoptados por ellos, como es el caso del galo Vercingetórix.
- Nombre legal: es el nombre de las personas jurídicas inscrito en la oficina del Registro Civil.
- Nombre de pila: Aquel que figura en primer lugar en la denominación completa. "Luis", "Josefina" etc.
- Nombre de pluma: pseudónimo de un escritor o periodista: "Azorín" se llamaba José Martínez Ruiz.
- Nombre de reinado: el nombre oficial que adopta un príncipe u otro noble cuando sube al trono de un país, o un eclesiástico cuando es elegido papa o patriarca: Haile Selassie I de Etiopía se llamaba Tafari Makonnen, Jorge VI del Reino Unido se llamaba Albert, el papa Francisco se llamaba Jorge Mario Bergoglio, el patriarca Bartolomé I de Constantinopla se llamaba Demetrio Archondonis. El nombre abandonado sería un tipo de retrónimo.
- Nombre religioso o de religión: el que se suele adoptar cuando se ingresa en una orden religiosa regular, masculina o femenina. Por ejemplo, Juan de Yepes Álvarez se llamó Juan de la Cruz cuando entró en la orden de los carmelitas, Teresa de Cepeda y Ahumada fue Teresa de Jesús cuando entró en la rama femenina de la misma orden, Edith Stein se llamó Teresa Benedicta de la Cruz cuando se hizo carmelita descalza, y Agnes Gonxha Bojaxhiu adoptó el de Teresa. El nombre que se abandona es otro tipo de retrónimo.
- Odónimo, a veces también escrito con una “h” inicial, hodónimo, es el nombre propio que designa y se aplica a una vía de comunicación o espacio de comunicación. Un odónimo puede ser el nombre de una calle, de una carretera, de una autopista, de una plaza, de un camino rural, de una senda, o de cualquier otro espacio público.
- Ortónimo: véase "heterónimo".
- Patronímico: nombre que indica filiación, que hace referencia al padre.
- Praenomen: lo que en la antigüedad romana correspondería a nuestro nombre de pila.
- Pseudónimo: nombre falso utilizado para ocultar el nombre real.
- Retrónimo: nombre que se ha abandonado o ya no se utiliza porque ha sido sustituido por otro. También se denomina así al nombre que suscita un nombre paralelo nuevo que designa algo con lo que forma pareja: la denominación del famoso torero "El niño de la Capea" suscitó la formación de "El niño de la Palma", otro famoso torero, por lo que es su retrónimo.
- Sobrenombre: nombre apelativo, que se añade a veces al apellido para distinguir a dos personas que tienen el mismo, o calificativo escopónimo ("El Pelusa", "Lagartijo") o mote con que se distingue especialmente a una persona; también puede ser una fórmula: "El Caballero de los Leones", "El Niño de la Capea"...
- Nombre teofórico: nombre que incluye en sus elementos el nombre de alguna divinidad: Abdallah, Teófilo, Amadeo, Diógenes, Elías, Baltasar, Tutmosis, Thorstein...
- Tecnónimo: denominación de una persona a través del nombre de uno de sus descendientes.
- Teónimo: nombre de una divinidad: Thor, Lug, Zeus, Marte, Baal, Amón.
- Tocayo o colombroño: familiarmente, homónimo o nombre con el que coinciden dos personas distintas, y que puede llevar a confusión.
- Topónimo o nombre de lugar; muchos topónimos han derivado en nombres propios de personas: Javier, Ainhoa, Asís, Borja, Lorena, Aitana, Amaya. En apellidos es un fenómeno muchísimo más común.
- Zoónimo: Término proveniente del griego ático ζῷον, ζῴου (zōon, zōou, ‘animal’) y del dórico y eólico ὄνυμα (ónyma, ‘nombre’).  Es el nombre que deriva de animales, como Lupo o Lope, Ataúlfo o Adolfo (del germánico wulf = "lobo"), Arturo (del celta art = "oso"), o en ruso Medvédev (oso).